# روبلمونت
روبلمونت (به لاتین: Robelmont) یک منطقهٔ مسکونی در بلژیک است که در مکس-دوان-ویرتن واقع شده‌است.